# Th. Thomsenland
Th. Thomsenland is een gebied in Nationaal park Noordoost-Groenland in het oosten van Groenland.
Het gebied is vernoemd naar de Deense etnograaf en curator Thomas Thomsen (1870-1941).

## Geografie
Het gebied wordt in het noorden begrensd door het Grandjeanfjord, in het noordoosten de Hochstetterbaai, in het oosten door het Fligelyfjord, in het zuidoosten door het Lindemanfjord en in het zuiden door het Svejstrupdal.
Aan de overzijde van het water ligt in het noorden het C.H. Ostenfeldland, in het noordoosten Hochstetter Forland, in het oosten het eiland Kuhn Ø en in het zuiden het A.P. Olsenland.

### Gletsjers
Het gebied heeft meerdere gletsjers, waaronder de Tvegegletsjer in het westen en de Heinkelgletsjer in het noordwesten van het gebied